# アラン・ケマケザ

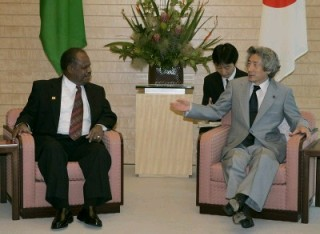
2005年7月、日本訪問時に小泉純一郎首相と

アラン・ケマケザ（Allan Kemakeza、1948年7月20日 - ）は、ソロモン諸島の政治家。2001年から2006年まで同国の首相を務めた。人民連合党所属。
1948年7月20日、サボ島のパヌエリ村に生まれた。1972年に警察官となり、1988年12月まで務めた。1989年の総選挙に立候補、当選し政界入りを果たした。
2001年6月16日にイギリスよりナイトの称号が授与されたが、2016年11月24日に取り消されている。